# تیم ملی فوتبال سنت وینسنت و گرنادین‌ها
تیم ملی فوتبال سنت وینسنت و گرنادین‌ها نمایندهٔ کشور سنت وینسنت و گرنادین‌ها در مسابقات بین‌المللی است که زیر نظر فدراسیون فوتبال سنت وینسنت و گرنادین‌ها فعالیت می‌کند.
اولین بازی رسمی این تیم در تاریخ ۱۹۴۸ میلادی در برابر تیم ملی فوتبال ترینیداد و توباگو برگزار شده‌است.